# Piarda
Con il termine piarda viene designato, nei fiumi arginati, quell'ambito perifluviale pianeggiante (golena aperta) compreso fra la sponda e l'argine maestro. Allorché la sponda fluviale corrisponde alla scarpata arginale, non esistendo la piarda, l'argine stesso viene denominato "in froldo".